# Gymnomuraena zebra
Gymnomuraena zebra  Shaw, 1797, conhecida pelo ome comum de moreia-zebra, é um peixe da família das moreias (Muraenidae) que mede entre 1 a 2 metros de comprimento. Esta moreia deve o seu nome ao padrão de barras amarelas e pretas que lhe cobre o corpo. Trata-se de um peixe tímido e inofensivo, que vive em fendas e saliências de recifes até aos 20 m. Aqui, alimenta-se à noite e surpreende as suas presas (caranguejos e moluscos) com ataques rápidos e eficazes. Também come ouriços-do-mar, cuja casca esmaga com os dentes fortes.
A moreia-zebra é nativa do Indo-Pacífico, podendo ser encontrada na costa do México até o Japão, incluindo a Grande Barreira de Corais, Nova Caledônia e Austrália, Mar Vermelho e o Arquipélago de Chagos, no Oceano Índico.